# Viñedos del Alto Aragón
Viñedos del Alto Aragón ist ein noch junges Herstellungs- und Handelsunternehmen für Weine die unter dem Markennamen ENATE in den Handel kommen. Das Unternehmen hat seinen Hauptsitz in Salas Bajas in Spanien. Die Weine sind kontinuierlich auf hohem Niveau und werden bei internationalen Degustationen regelmäßig ausgezeichnet. 70 Prozent des Weinabsatzes verbleiben in Spanien.
Gegründet wurde der Betrieb von der Familie Nozeleda Arenas mit zunächst 18 ha im Jahr 1991. Gezielte Expansion und professionelles Marketing führten das Unternehmen zu den besten Weingütern am oberen Ebro. Der große Johnson nennt diesen Betrieb als einzigen in Aragonien mit „Beständig hoher Qualität“.

## Weingut
Das Weingut liegt in dem kleinen Weinbauerndorf Enate, das zur Gemeinde Salas Bajas im D.O. Somontano gehört. Es besitzt inzwischen eine Fläche von 600 ha. Die Jahresproduktion beträgt durchschnittlich 3 Mio. Flaschen.
Die Produktion des Weingutes beschränkt sich auf Weiß-, Rosé- und Rotweine:
- Weißweine: In erster Linie wird mit durchschnittlich 462.000 Flaschen Chardonnay ausgebaut, davon der Großteil von 424.000 Flaschen, ein Joven, unter dem Namen 234. Hinzu kommen noch 53.000 Flaschen Gewürztraminer. Die hochwertigere von zwei Ausbauvarianten liegt sechs Monate in französischer Eiche und hat mindestens fünf Jahre Lagerpotential, während der 234 in Stahltanks reift und bis zu drei Jahre gelagert werden sollte.[1]: S. 115
- Rosé: Die Jahresproduktion von Rosé, der zu 100 % aus Cabernet Sauvignon besteht, beläuft sich auf 340.000 Flaschen.[1]: S. 153
- Rotwein: Die beiden wichtigsten Sorten sind der Cuvée Barrica aus je 50 % Cabernet Sauvignon und Merlot (800.000 Fl.) und der Crianza (620.000 Fl.), die beide eine Lagerfähigkeit von 8–9 Jahren besitzen. Sehr bekannt ist der Merlot-Merlot (18 Monate, 33.000 Fl.) und der Reserva (12 Monate, 138.000 Fl.) mit jeweils Potenzial für mehr als 10 Jahren. Erst seit 2010 auf dem Markt ist der Tempranillo Joven, der 2012 mit 170.000 Flaschen auf den Markt kam. Das jugendlich gestaltete Etikett entspricht dem Impulskaufverhalten jüngerer Weinkonsumenten. Im Hochpreissegment rangiert mit 35.000 Flaschen der Syrah, dem eine Lagerfähigkeit von mindestens 10 Jahren attestiert wird. Mit unter 10.000 Flaschen gibt es ferner noch den 18 Monate in französischer Eiche gereiften Vino de Autor aus Cabernet Sauvignon, Merlot, Syrah, der in der Flasche 14 Jahre altern darf sowie den Reserva Especial aus Cabernet-Sauvignon und Merlot, der 18 Monate in franz. Eiche ausgebaut wurde und gut 15 Jahre Potenzial besitzt.[1]: S. 260ff

Es werden vier verschiedene Weinlagen unterschieden:

### Enate I
Enate I liegt am rechten Ufer auf den Alluvialböden des von den Pyrenäen kommenden Río Cinca mit Lehm-Sand-Gemisch auf etwa 350–400 Metern Meereshöhe und einer leicht nach Osten weisenden Neigung. Ab einer Tiefe von eineinhalb Metern beginnt eine kalkhaltige Erdschicht, die stark mit Steinen durchsetzt ist. Das Mikroklima wird stark durch den östlich vorbeifließenden Cinca beeinflusst, der für gemäßigte Temperaturen im Sommer sorgt. Die wichtigste hier angebaute Sorte ist der Chardonnay, der, ausgehend von der Parzelle 234, dem Wein seinen Namen gab. Als zweitwichtigste Rebsorte wird Merlot genannt, der gerade rings um Parzelle 90 die hochwertigsten und potentialträchtigsten Weine des Weingutes wachsen lässt.
Die geringe Nahrhaftigkeit des Bodens sowie das niedrige Wachstum der Rebstöcke beschränken die Erträge auf maximal 4.000 kg/ha.
Die ersten Reben wurden 1992 gepflanzt. Bis 1998 wurden die Weinanbauflächen auf 133 ha erweitert.: S. 4–5

### Enate II
Von der Bodenbeschaffenheit und dem Kleinklima unterscheiden sich Enate I und Enate II praktisch nicht.
1998 reichten die Erträge von Enate I nicht mehr aus, so dass Expansionsflächen gesucht wurden. Als eine wichtige Bedingung wurde angesehen, dass auf den zukünftigen Flächen in den letzten 50 Jahren kein Wein angebaut wurde. Zudem sollten die Flächen höher gelegen und gen Süden ausgerichtet sein, damit die Kultur keinen Schaden von den kälteren Nordwinden nehmen könnte. Man entschied sich für Flächen auf 380–480 m Höhe nördlich von dem Örtchen Barbastro, wo in den ersten beiden Jahren 78 ha bepflanzt wurden. Heute umfasst Enate II 218 ha auf 40 verschiedenen Parzellen, die sich alle in Mikroklima und/oder Bodenqualität unterscheiden.
Im Enate II werden zwei Regionen unterschieden: Im Cregenzán nahe der gleichnamigen Ortschaft werden im Osten vor allem Weißweine angebaut, im mittleren Teil Merlot und im Westen Cabernet Sauvignon. Im Norden der beiden Rotwein-Regionen innerhalb von Cregenzán wächst der Shiraz. Das zweite Untergebiet heißt Alcanetos und reicht im Norden bis an die N-123 heran. Es ist mit 82 ha die etwas kleinere der beiden Regionen. Die Stockdichte beträgt hier 4000 gegenüber 2500 in der übrigen, üblicherweise angewandten Weinkultur von Enate. Durch stärkeren Beschnitt wird hier eine Ertragsreduzierung durchgeführt, die zu ähnlichen Ernteergebnissen wie in den übrigen Weingärten führt. Bis auf den Gewürztraminer werden hier alle Rebsorten versuchsweise kultiviert, um die höhere Stockdichte zu testen.: S. 5–6

### Torre Fierro
Seit 2004 gibt es diese kultivierte Region südlich von Barbastro mit einer Fläche von 86 ha. Seit 2007 sollte die Fläche um 25 ha vergrößert werden. Mit einer sehr geringen Wasserdurchlässigkeit, weil aus vor allem gipshaltigen Bodenschichten bestehend, ist dies die fruchtbarste Weinanbaufläche. Nahezu eben auf einer Höhe von knapp 400 Metern ist von der gesamten Fläche das Gebirgsmassiv der Pyrenäen sichtbar. Es werden die gleichen Rebsorten wie im Alcanetos angebaut.

### Salas Bajas
Salas Bajas ist ein alter Weinort im Somontano, wo seit Ende 1991 Enate seinen Grundstein für die Weinproduktion gelegt hat. Hier begann Jesús Sesé, Gründungsmitglied und Weinbaudirektor von Enate mit 18 ha, die bereits in den 1980er Jahren angepflanzt worden waren. Diese zunächst privaten Weinberge wurden so zum ersten Produktivgut der neuen Gesellschaft.: S. 6
Die Weinberge von Salas Bajas gehören mit bis zu 500 m Höhe zu den höchsten des ganzen Weingutes. Die etwas niedrigeren Temperaturen lassen eine Weinlese meist erst zu, wenn alle anderen Kulturen bereits geerntet worden sind. In zwei besonderen Parzellen, Planacor und Cadiellos wachsen sehr hochwertige sowohl weiße als auch rote Trauben, die für entsprechend wertvolle Weine Verwendung finden.: S. 7

## Wein und Kunst
Das gewaltige Bauwerk, das die landschaftlichen Eindrücke endloser Weite auch im Innern wiedergeben soll, stammt von dem in Madrid geborenen, damals erst 41 Jahre alten Jesus Manzanares. Die Etiketten der Weinflaschen sind von bekannten Künstlern gestaltet worden, so beispielsweise der Reserva Especial von Rafael Canogar.